# نورا آریسیان
نورا آریسیان (ارمنی: Նորա Արիսյան؛ ۷ فوریهٔ ۱۹۶۷) سیاستمدار و دیپلمات ارمنی‌تبار اهل سوریه می‌باشد که از ۲ ژوئن ۲۰۲۲ سمت سفیر سوریه در ارمنستان را برعهده دارد وی پیشتر نماینده مجلس خلق سوریه بود.

## زندگی‌نامه
وی در ۷ فوریه ۱۹۶۷ در دمشق به دنیا آمد و با مدرک پی‌اچ‌دی در رشته تاریخ انسان فارغ‌التحصیل گشت. وی چندین کتاب از جمله دربارهٔ نسل‌کشی ارمنی‌ها تألیف نموده‌است.